# 高強度氣體放電燈

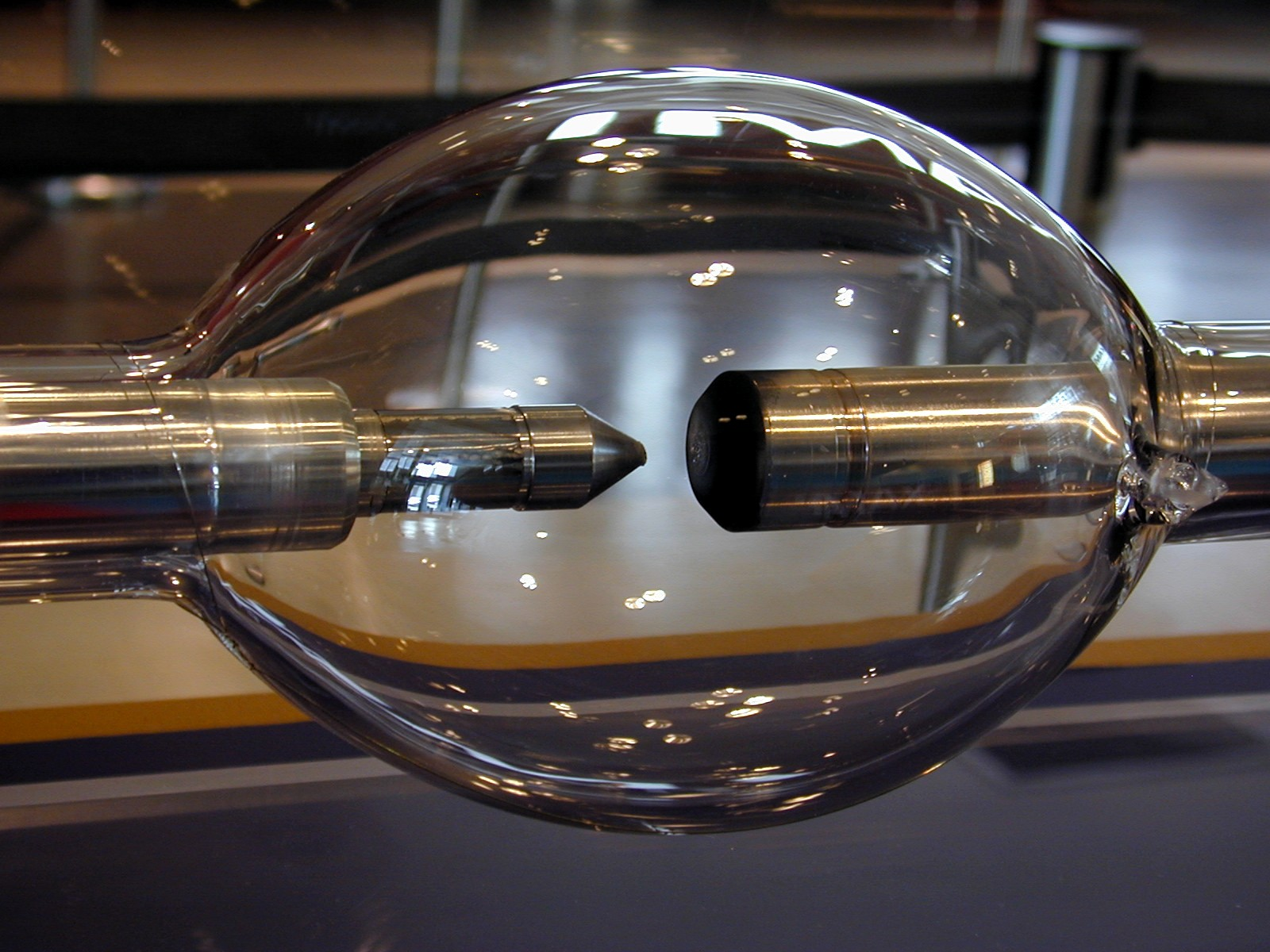
使用在IMAX投影機上的15 kW Xenon短弧燈

高強度氣體放電（英語：High-intensity discharge）燈泡包含了下列這些種類的電燈：水銀燈、金屬鹵化燈、高壓鈉燈、低壓鈉燈、高壓水銀燈，以及較少見的短弧氙氣燈。這些燈泡種類的發光元件是一顆置於耐高溫燈管（弧光管）內安定的電弧放電器，及有超過3 W/cm² (19.4 W/in.²) 的發光能力。

## 構造原理

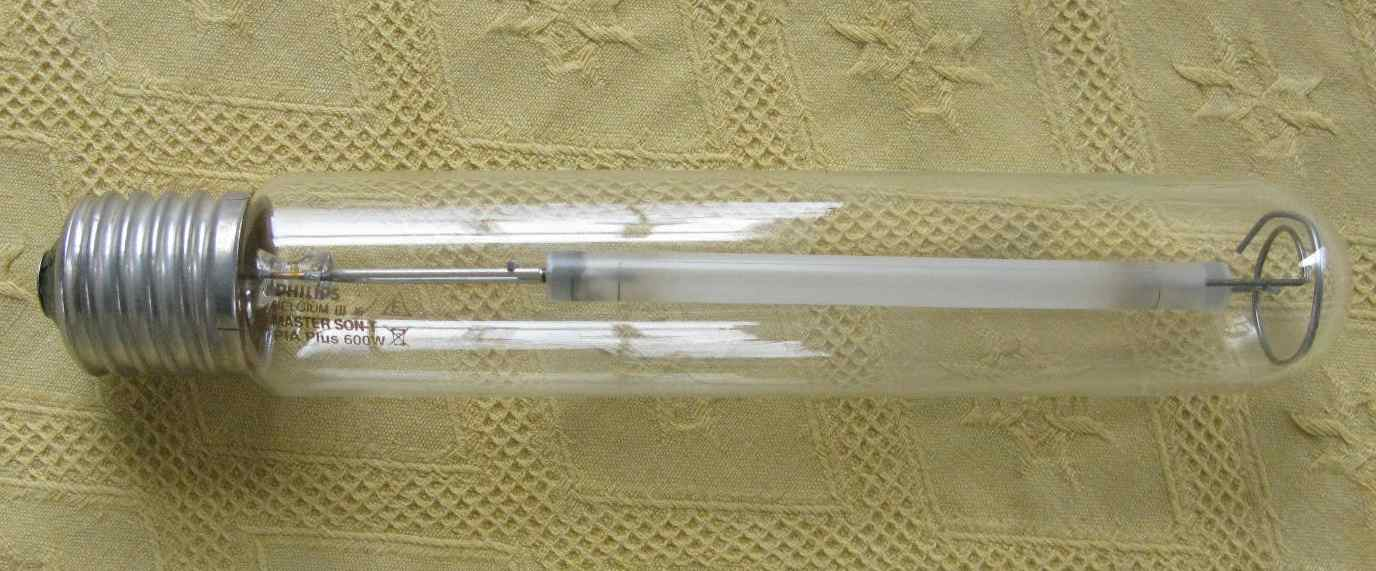
飛利浦SON-T Master 600W。

高強度氣體放電藉著特殊設計、內部佈塗石英或鋁的燈管，並透過兩端鎢電極打出來的加壓電弧，通過燈管後而發出光線。這些燈管內充滿了氣體和金屬。氣體幫助燈泡啟動，而金屬加熱達到蒸發點，形成電漿態後而發出光線。
高強度氣體放電種類包括：
- 水銀燈（CRI範圍 15-55）
- 金屬鹵化灯（CRI 範圍 65-80，陶瓷鹵化灯則可達 90 多）
- 低壓鈉灯（CRI 0，因其單色光）
- 高壓鈉灯（CRI 範圍 22-75）

水銀燈泡原本是用來產生碧綠色光線，也是第一顆商用化的高強度氣體放電燈泡。在今日，這些燈泡已經可校正出更接近白色的光線。但水銀燈已逐渐被更新型、发光效率更高的高壓鈉燈和金屬鹵化燈所取代。標準的低壓鈉燈在所有高強度氣體放電中具有最佳的效率，但他們發出的光卻是淡黃色的。高壓鈉燈現在已可以發出較白的光線，但卻多少犧牲了些效率。金屬鹵化燈比較沒那麼有效率但卻可以發出更白、更自然的光線，目前市面也有許多彩色的金屬鹵化燈可用。

## 輔助裝置
跟螢光燈一樣，高強度氣體放電需要一個來觸發並維持內部的電弧，而觸發電弧的方式各有不同：水銀燈和有些金屬鹵化燈通常用第三個電極在其中一個主電極旁邊來幫助啟動，而其他燈種則通常使用高壓脈衝的方式。

## 應用層面

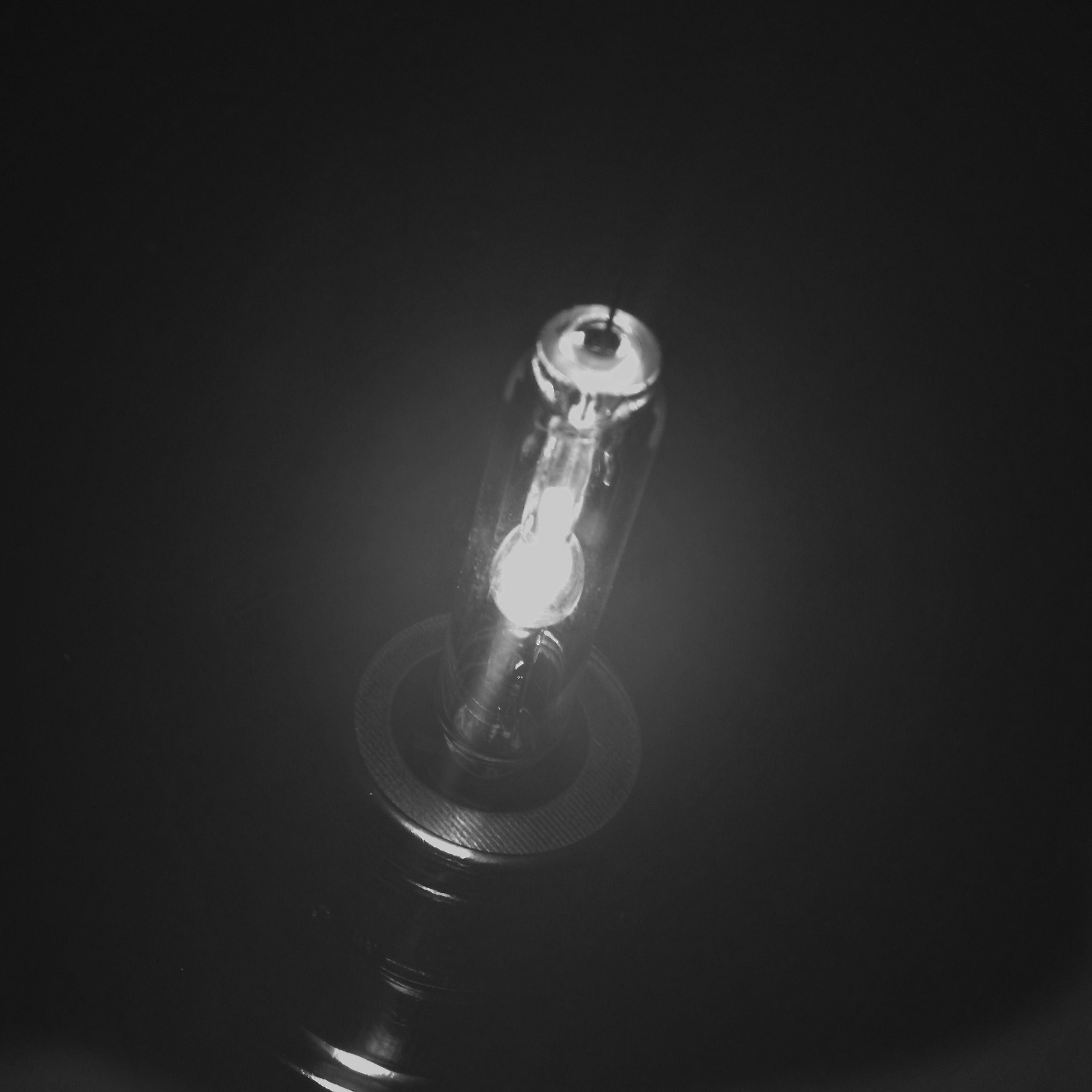
正在工作的氙灯

高強度氣體放電通常應用在大面積區域且需要高品質的光線時，或針對能源效率、光源密度等特殊要求時。這些地方包括體育館、大面積的公共區域、倉庫、電影院、戶外活動區域、道路、停車場或巷子。最近高強度氣體放電如金屬鹵化燈，常被用於零售店和住宅環境。高強度氣體放電更實現到室內栽培上，特別是一些需要高品質強光的植物，如蔬菜和花卉。它們也可用於室內水族館，重建近似於熱帶地區的強光。
有些高強度氣體放電像水銀燈會發出大量的紫外線，因此需要擴散板（diffusers）來阻擋紫外线的輻射。近幾年來經常發生幾個案件，因為瑕疵的擴散器，造成人們受到嚴重曬傷和電弧眼。現在均以規格來監控燈泡品質，否則燈泡會因為外層燈管破裂就馬上燒掉。
最近高強度氣體放電常被使用於汽機車的頭燈。這項應用在汽機車業界仍有各種不同的意見，主要在於高強度氣體放電有時會導致讓人刺眼的強光。業界通常使用自動水平調整頭燈（Automatic Self-leveling System）來降低此問題，惟這類的配備在大多車種都是昂貴的選配規格。然而，許多業者偏好使用這類光線，因為他們比較一般頭燈發出比較清澈、明亮及自然的光線。
高強度氣體放電也使用於高階的自行車頭燈，因為和一般鹵素燈相比，同瓦特數下高強度氣體放電能更亮。鹵素燈光有時偏向於黃色；而高強度氣體放電看起來稍微像藍紫色。
高強度氣體放電也常用於飛行器降落用和滑行燈。

## 壽命
當高強度氣體放電的產品壽命即將結束時，許多種會呈現出一種現象類似循環閃爍的效應。這些燈泡一開始以相對低的電壓啟動，但當燈泡加熱到運作溫度後，電弧管內的內部氣壓升高，而必須以更高的電壓維持電弧放電。當燈泡老舊時，維持電弧的電壓會逐漸提高直到超過电子镇流器所能提供的上限。當燈泡加熱到這個點，電弧就會中斷而燈泡就會熄滅。然後，當電弧消失後，燈泡又再度冷卻下來，接著電弧管內的氣壓又下降了，此時镇流器可以再度導致電弧觸發。這個效應就會使得燈泡看起來像亮了又滅，不斷地閃爍。
更精密設計的镇流器會偵測到循環閃爍的現象並在幾次閃爍後停止燈泡重新啟動。若當電源移除並重新接上時，镇流器會啟動一連串新的初始程序。

## 效能
| 型式           | 光源效率 （LM/W） | 平均壽命 （小時） | 特性                                                               | 使用範圍                                                       |
| -------------- | ----------------- | ----------------- | ------------------------------------------------------------------ | -------------------------------------------------------------- |
| 高壓水銀燈泡   | 40-61             | 1000-12000        | 效率高、壽命長、適當的演色性                                       | 住宅區之公共照明、運動場、工廠                                 |
| 自镇水銀燈泡   | 60                |                   | 壽命長、演色性佳、安裝容易，效率較白熾燈泡高，可以直接取代白熾燈泡 | 用於小型工業場所、公共區域用植栽照明                           |
| 金屬鹵化物燈泡 | 66-108            | 4000-10000        | 效率高、壽命長、適當的演色性                                       | 適合彩色電視轉播的運動場投光照明、工業照明、道路照明、植栽照明 |
| 高壓鈉氣燈泡   | 68-150            | 8000-55000        | 效率高、壽命長、光輸出穩定                                         | 道路、隧道等公共照明，投光照明、工業照明、植栽照明             |
| 低壓鈉氣燈泡   | 99-203            | 12000             | 效率高、壽命長、明視度高，演色性差為單一色光                       | 要求節約能源及效率而顏色不重要的各種場所。                     |

## 延伸閱讀
- HMI燈（Hydrargyrum medium-arc iodide lamp），又稱镝灯
- 過度光照（Overillumination）

## 外部連結
- 被破掉的鹵素燈紫外線燒傷的老師 （页面存档备份，存于）
- DOE Building Technologies Program （页面存档备份，存于）
- HIDs explained / DOT compliance
- HIDs specialized retail for automotives